# Teorema Zero
Teorema Zero (engleză: The Zero Theorem) este un film SF regizat de Terry Gilliam după un scenariu de Pat Rushin. În rolurile principale joacă actorii Christoph Waltz, Lucas Hedges, Mélanie Thierry și David Thewlis. În centrul poveștii este Qohen Leth, un geniu în domeniul calculatoarelor care lucrează la o formulă prin care să descopere care este sensul vieții.
Producția filmului a început în octombrie 2012, filmările având loc în România.

## Prezentare
Qohen Leth este un geniu excentric în domeniul calculatoarelor care trăiește izolat într-o lume orwelliană corporativă și care suferă de o angoasă existențială. Pe baza indicațiilor unui personaj misterios cunoscut doar sub numele de "Management", Qohen lucrează pentru a rezolva "Teorema Zero" - o formulă matematică ce va determina în cele din urmă dacă viața are vreun sens. Munca lui Qohen în capela de mult timp arsă care-i servește ca locuință este întreruptă de vizitele lui Bainsley, o femeie seducătoare, și ale lui Bob, fiul adolescent al lui Management.

## Distribuție
- Christoph Waltz[9] este Qohen Leth[8][10]
- Mélanie Thierry este Bainsley[10][11]
- David Thewlis este Joby[10][11]
- Lucas Hedges este Bob[10][11]
- Matt Damon[12] este Management[10][13]
- Tilda Swinton este Dr Shrink-Rom[10][11]
- Sanjeev Bhaskar este Doctor 1[10][13]
- Peter Stormare este Doctor 2[10][13]
- Ben Whishaw este Doctor 3[10][14]
- Emil Hostina este Clona # 1[10]
- Pavlic Nemes este Clona # 2[10]

## Producție
Inițial s-a stabilit ca producția filmului să înceapă în 2009. Billy Bob Thornton a semnat că va interpreta rolul lui Qohen Leth, în timp ce Richard D. Zanuck a fost nominalizat ca producător. Cu toate acestea, proiectul a fost oprit, iar Gilliam s-a mutat pentru a lucra la filme de scurt metraj și în cadrul operei. În 2012, proiectul a fost repornit. De data aceasta Christoph Waltz a fost desemnat în locul lui Thornton pentru rolul principal, iar mai târziu Dean l-a înlocuit pe tatăl său Zanuck în calitate de producător al filmului.
Filmările principale au început la 22 octombrie 2012, inițial stabilindu-se că acestea vor dura 36 de zile. Cu toate acestea filmările au necesitat 12 zile în plus, filmul intrând în faza de post-producție după 7 decembrie 2012.

## Legături externe
- Official website
- The Zero Theorem la Internet Movie Database
- Gloria Sauciuc - Complicata Teoremă Zero, Cinemagia.ro, 15 aug. 2012